# رابین میلز
آرتور جان رابین میلنر (انگلیسی: Arthur John Robin Gorell Milner; ۱۳ ژانویهٔ ۱۹۳۴ – ۲۰ مارس ۲۰۱۰) یک دانشمند در زمینه علوم رایانه اهل بریتانیا بود.
وی همچنین برنده جوایزی همچون جایزه تورینگ شده‌است.

## زندگی، تحصیل و شغل
میلنر در یالمپتون، نزدیک پلیموث، انگلستان در یک خانواده نظامی متولد شد. او در سال ۱۹۴۷ بورسیه پادشاهی را برای کالج ایتن دریافت کرد و در سال ۱۹۵۲ جایزه تام‌لاین (بالاترین جایزه ریاضیات در اتون) را دریافت کرد. سپس در سپاه مهندسین سلطنتی خدمت کرد و به درجه ستوان دومی رسید. بعد از آن در کالج کینگ، کمبریج ثبت نام کرد و در سال ۱۹۵۷ فارغ التحصیل شد. میلنر ابتدا به عنوان معلم مدرسه و سپس به عنوان برنامه‌نویس در فرانتی و قبل از ورود به دانشگاه در دانشگاه لندن سیتی، سپس دانشگاه سوانسی، دانشگاه استنفورد، و از سال ۱۹۷۳ در دانشگاه ادینبرو، جایی که او یکی از بنیانگذاران آزمایشگاه بنیادهای علوم رایانه (LFCS) بود، کار کرد.